# Aksana Mjankova
Aksana Vladimirovna Mjankova (Wit-Russisch: Аксана Уладзіміраўная Мянькова, Russisch: Оксана Владимировна Менькова) (Krychaw, 28 maart 1982) is een Wit-Russische atlete, die is gespecialiseerd in het kogelslingeren. Ze werd in 2008 olympisch kampioene in deze discipline, deze titel is haar in 2016 ontnomen vanwege dopinggebruik.

## Biografie

### Start atletiekloopbaan
Op veertienjarige leeftijd zat Mjankova op een sportacademie en deed ze aan atletiek. Haar moeder vond het echter maar niets en daarom trainde ze als haar moeder aan het werk was. Vanwege haar lengte en enthousiasme was ze een opvallende verschijning en trok ze al snel de aandacht van verschillende trainers. Van de een kreeg zij het advies om te gaan kogelstoten en van een ander om te gaan roeien, maar deze adviezen legde ze naast haar neer. Toen ze vijftien was vroeg haar trainer Valery Vorontsov op de Mogilev Sports School haar eens te gaan kogelslingeren. Sindsdien is ze verslaafd aan deze sport.
In 2005 werd Mjankova vijfde op de universiade. Ze plaatste zich voor het Europese kampioenschappen van 2002, de wereldkampioenschappen van 2003 en van 2007, maar wist op deze toernooien niet tot de finale door te dringen. In 2006 verbeterde ze haar persoonlijk record met meer dan zes-en-halve meter tot 76,34 m en veroverde hiermee tevens het nationale record.

### Olympisch kampioene
Haar grootste succes behaalde Aksana Mjankova op de Olympische Spelen van 2008 in Peking door het onderdeel kogelslingeren te winnen. Met een beste poging van 76,34 in haar vijfde en laatste worp liet ze de Cubaanse Yipsi Moreno en Chinese Zhang Wenxiu achter zich en wierp ze tevens een olympisch record. De titel en het olympisch record zijn haar in 2016 ontnomen vanwege dopinggebruik
Vanwege haar olympische titel was Aksana Mjankova een jaar later een van de grote favorietes voor de titel bij het kogelslingeren tijdens de WK in Berlijn. Dat er rekening met haar gehouden diende te worden, had ze vlak voor dit WK nog bewezen door op 1 augustus in Minsk tot een afstand van 76,32 te komen, haar beste jaarprestatie tot dat moment. Maar zoals ze reeds op eerdere WK's had laten zien, kon ze ook in Berlijn geen regelmaat in haar afworpen krijgen. Met worpen van 67,47 en 69,58 wist ze zich niet voor de finale te kwalificeren en verdween ze op een roemloze dertiende plaats uit het toernooi.

### OS 2012: geen titelprolongatie
In 2010 sloeg Mjankova een wedstrijdjaar over. Ze raakte in verwachting en beviel in september van haar dochter Arina Menkova. In 2011 keerde zij evenwel terug in de wedstrijdarena en slaagde zij erin om haar vroegere topvorm weer te bereiken.
Het persoonlijke record van Mjankova van 78,69, gerealiseerd in juli 2012 in Minsk, waar ze de meeste van haar beste jaarprestaties heeft afgeleverd, is de op drie na verste worp ooit (peildatum augustus 2014). Op de Olympische Spelen in Londen kwalificeerde ze zich voor de finale, waarin zij echter ruim vier meter achterbleef op die beste prestatie en met haar 74,40 niet verder kwam dan een zevende plaats. De wedstrijd werd gewonnen door de Russische Tatjana Lysenko met 78,18. De Russische werd vier jaar later, in oktober 2016, echter alsnog gediskwalificeerd, nadat bij een hertest van een bewaard urinemonster was gebleken dat zij de dopingregels had overtreden. Hierdoor schoof Mjankova op naar de zesde plaats.
In 2013 wist zij zich tijdens de WK in Moskou niet te kwalificeren voor de finale van het kogelslingeren. Met een beste resultaat van 66,65 m bleef zij in haar kwalificatiegroep op een twaalfde plaats steken. Om de finale te bereiken had zij ten minste ruim over de 70 meter moeten slingeren.
Tegenwoordig woont en traint Mjankova in Mahiljow.

## Persoonlijk record
| Onderdeel      | Prestatie    | Datum        | Plaats |
| -------------- | ------------ | ------------ | ------ |
| kogelslingeren | 78,69 m (NR) | 18 juli 2012 | Minsk  |

## Prestatieontwikkeling
- 2001 - 59,24
- 2002 - 66,42
- 2003 - 67,58
- 2004 - 70,23
- 2005 - 70,15
- 2006 - 76,86 (NR)
- 2007 - 73,94
- 2008 - 77,32 (NR)
- 2009 - 76,32
- 2010 - 67,27
- 2011 - 67,78
- 2012 - 78,69 (NR)
- 2013 - 75,45
- 2014 - 71,56

## Palmares

### kogelslingeren
- 2005: 4e Europacup B - 62,24 m
- 2005: 5e Universiade - 69,09 m
- 2006: 7e Europese Wintercup - 67,70 m
- 2006:  Europacup First League - 73,62 m
- 2007:  Europacup Super League
- 2008:  Europacup Super League
- 2008: DQ OS - 76,34 m
- 2009: 5e in kwal. WK - 69,58 m
- 2012: 6e OS - 74,40 m[1]
- 2013: 12e in kwal. WK - 66,65 m